# II Причастие (албум)
„II Причастие“ е вторият студиен албум на българския рапър и музикален продуцент Худини, издаден през 2009 г. На обложката на черен фон е изобразено лицето на изпълнителя. Записването на албума протича в периода между януари и септември 2009 г. Продукцията включва 15 песни, записани в Студио 33, Бургас и се разпространява от Худ Джи Фем Ентертейнмънт на компакт диск и digital audio. 

## Списък на песните в албума
| №   | Заглавие                                      | Автор(и)                                     | Музика                          | Аранжимент                      | Времетраене |
| --- | --------------------------------------------- | -------------------------------------------- | ------------------------------- | ------------------------------- | ----------- |
| 1.  | Интро                                         | Петко Иванов                                 |                                 |                                 | 00:08       |
| 2.  | Второ причастие с участието на $.$.           | Стоян Иванов, Петко Иванов, Калоян Иванов    | Стоян Иванов                    | Стоян Иванов                    | 04:35       |
| 3.  | К'во искаш с участието на Fang                | Стоян Иванов, Петко Иванов                   | Стоян Иванов                    | Стоян Иванов                    | 03:34       |
| 4.  | Викат ми Hoodini                              | Стоян Иванов                                 | Стоян Иванов                    | Стоян Иванов                    | 03:07       |
| 5.  | Идва и твоя ред с участието на Добри момчета  | Стоян Иванов, Иван Краев, Васил Краев        | Стоян Иванов                    | Стоян Иванов                    | 03:54       |
| 6.  | Съобщение (skit)                              | Петко Иванов                                 |                                 |                                 | 00:18       |
| 7.  | Комплексар                                    | Стоян Иванов                                 | Стоян Иванов                    | Стоян Иванов                    | 04:20       |
| 8.  | 1000 вата с участието на Криминал             | Стоян Иванов, Иван Краев                     | Стоян Иванов                    | Стоян Иванов                    | 04:11       |
| 9.  | Лято е с участието на Fang                    | Стоян Иванов, Петко Иванов                   | Стоян Иванов, Петко Иванов      | Стоян Иванов                    | 03:54       |
| 10. | Get Hi с участието на Сарафа                  | Стоян Иванов, Серафим Мартинов               | Стоян Иванов                    | Стоян Иванов                    | 03:17       |
| 11. | Тримата от запаса с участието на Nird & Gravy | Стоян Иванов, Недко Динков, Константин Пенев | Стоян Иванов                    | Стоян Иванов                    | 04:07       |
| 12. | Hey, DJ                                       | Стоян Иванов                                 | Стоян Иванов                    | Стоян Иванов                    | 04:05       |
| 13. | Г-н Слабеев                                   | Стоян Иванов                                 | Стоян Иванов                    | Петко Иванов                    | 03:30       |
| 14. | Както преди с участието на Svetkooo           | Стоян Иванов, Петко Иванов                   | Стоян Иванов, Светослав Кирилов | Стоян Иванов, Светослав Кирилов | 04:14       |
| 15. | Аутро                                         | Петко Иванов                                 |                                 |                                 | 00:08       |

## Екип
- Hoodini – вокали, клавишни, музикален продуцент
- Fang – гост вокали, дръм процесинг, аудио инженер, продуцент
- Иван Краев – арт дизайн на обложката
- Криминал, Добри Момчета, Сарафа, Nird, Gravy, Svetkooo, $.$. – гост вокали
- Силвия Лулчева – диктор